# BSCW
BSCW (Basic Support for Cooperative Work; deutsch: „grundlegende Unterstützung für Zusammenarbeit“) ist eine Groupware, die die Zusammenarbeit von Benutzern online unterstützt. Für Schulen und Universitäten kann BSCW kostenlos lizenziert werden. Die kommerzielle Nutzung ist kostenpflichtig. Das Fraunhofer-Institut FIT betreibt einen öffentlichen BSCW-Server zur Erprobung und Unterstützung kleinerer Projekte.

## Produkte
Die Produkte richten sich vor allem an Unternehmen, sowie an Lehrinstitutionen und staatliche Organisationen, können aber auch zur privaten Zusammenarbeit genutzt werden. BSCW ist vollständig im Browser nutzbar. Die Groupware wird als Cloud oder OnPremise angeboten. Die Softwarelizenz richtet sich nach der Anzahl der Nutzer.
Aktuell existieren zwei Produktvarianten des BSCW. Der BSCW Classic führt die Software seit der ersten Veröffentlichung fort. Der BSCW Social wurde parallel dazu entwickelt, verfügt über ein moderneres Design und legt den Fokus verstärkt auf Kommunikation und den Austausch von Dokumenten, sowie die kontextbezogene und interaktive Zusammenarbeit.

## Funktionen
Die BSCW-Versionen verfügen über 500 Funktionen, die die interne Kollaboration vereinfachen sollen. Sie bieten Kommunikationsmittel wie Chat, Nachrichten oder Kommentare, sowie Optionen zur Termin- und Aufgabenplanung in Form von Kalendereinträgen oder Aufgabenbereichen. Dokumente auf dem lokalen Rechner können automatisch mit BSCW synchronisiert werden. Außerdem können Arbeitsbereiche für Dokumente, sowie Arbeitsgruppen angelegt werden, in denen Dokumente dann von mehreren Nutzern zusammen bearbeitet und ausgetauscht werden können.

## Unternehmen
OrbiTeam Software wurde 1998 zur Weiterentwicklung und zum Vertrieb von BSCW als Spin-off gegründet und betreibt bis heute Pflege, Weiterentwicklung und professionellen Support von BSCW-Systemen weltweit. Zu den Dienstleistungen von OrbiTeam zählen neben der Betreuung bei Installation und Betrieb die Anpassung und Erweiterung von BSCW-Systemen.
BSCW wird weltweit von über einer Million registrierter Anwender genutzt. Zu den Kunden zählen große europäische Telekommunikationsunternehmen, Bundes- und Landesbehörden, Forschungseinrichtungen, Universitäten sowie zahlreiche kleine und mittelständische Unternehmen.
Das ITZ-Bund verzeichnete 2021 im Zuge der Corona-Pandemie einen Anstieg der Nutzerschaft in den Bundesministerien auf über 100.000.

## Forschung
Wesentlicher Forschungspartner ist das Fraunhofer FIT. Verschiedene nationale und internationale Forschungsprojekte wurden mit BSCW durchgeführt. Hierzu gehören MILK (Multimedia Interaction for Learning and Knowing), CoEUD und EnArgus.
EnArgus ist ein Informationsportal des Bundesministerium für Wirtschaft und Klimaschutz, welches „über laufende und abgeschlossene Forschungsvorhaben rund um das Thema "Energieforschung" informiert“. Das Wissensmanagement aus Beitragserstellung und redaktioneller Arbeit mit Workflows läuft über BSCW.

## Geschichte
BSCW wurde 1995 von Gesellschaft für Mathematik und Datenverarbeitung (GMD) (heute Fraunhofer-Institut für angewandte Informationstechnik (FIT)) vorgestellt. Dem Team wurde 1996 der European Software Innovation Prize verliehen. 1998 wurde die Firma OrbiTeam Software GmbH & Co. KG als Spin-Off des Fraunhofer-Instituts gegründet, um die Software weiterzuentwickeln und zu vertreiben.
BSCW wurde 2017 mit der Version 7.0 zu einem umfänglichen Kollaborationstool ausgebaut. BSCW unterstützt seitdem neben dem Dokumentenmanagement Videoanrufe, Kurznachrichten, sowie Projekt- und Aufgabenmanagement. Seit der Version 7.6 sind LLMs in Form von virtuellen Kollegen angebunden.
Zum Einsatz kam von Anbeginn die Programmiersprache Python. JavaScript, HTML und CSS folgten.